# Isabel Doroteia de Hesse-Darmstadt
Isabel Doroteia de Hesse-Darmstadt (em alemão, Elisabeth Dorothea von Hessen-Darmstadt; 24 de abril de 1676 - 9 de setembro de 1721) foi uma condessa-consorte de Hesse-Homburgo.

## Família
Isabel foi a filha mais nova do segundo casamento do conde Luís VI de Hesse-Darmstadt com a duquesa Isabel Doroteia de Saxe-Gota-Altemburgo. Os seus avós paternos eram o conde Jorge II de Hesse-Darmstadt e a princesa Sofia Leonor da Saxónia. Os seus avós maternos eram o duque Ernesto I de Saxe-Gota e a duquesa Isabel Sofia de Saxe-Altemburgo.

## Vida
Isabel Doroteia foi descrita como sendo muito sagaz. Era uma escritora activa e dominava alemão, francês, latim, italiano e grego. Foi ela que traduziu a obra de Jean Puget de La Serre, "Pensées sur la mort", para italiano. Criou os seus filhos maioritariamente sozinha, embora a maior parte não tenha sobrevivido aos primeiros dias de vida. 

## Casamento e descendência
Isabel Doroteia casou-se com conde Frederico III Jacó de Hesse-Homburgo no dia 24 de fevereiro de 1700. Juntos tiveram nove filhos:
- Natimorto (27 de novembro de 1700)
- Frederica Doroteia de Hesse-Homburgo (29 de setembro de 1701 - 11 de março de 1704), morreu aos dois anos de idade.
- Frederico Guilherme de Hesse-Homburgo (1 de outubro de 1702 - 19 de agosto de 1703), morreu aos nove meses de idade.
- Luísa Guilhermina de Hesse-Homburgo (2 de dezembro de 1703 - 20 de agosto de 1704), morreu aos oito meses de idade.
- Luís Gruno de Hesse-Homburgo (15 de janeiro de 1705 - 12 de outubro de 1745), casado com Anastásia Ivanovna Trubetskaya; com descendência.
- João Carlos de Hesse-Homburgo (24 de agosto de 1706 - 10 de maio de 1728), morreu aos 21 anos de idade; sem descendência.
- Ernestina Luísa de Hesse-Homburgo (29 de novembro de 1707 - 19 de dezembro de 1707), morreu com poucos dias de idade.
- Natimorto (17 de fevereiro de 1713)
- Frederico de Hesse-Homburgo (2 de setembro de 1721 - 16 de novembro de 1721), morreu com um mês de idade.